# チェルシー磁器工房

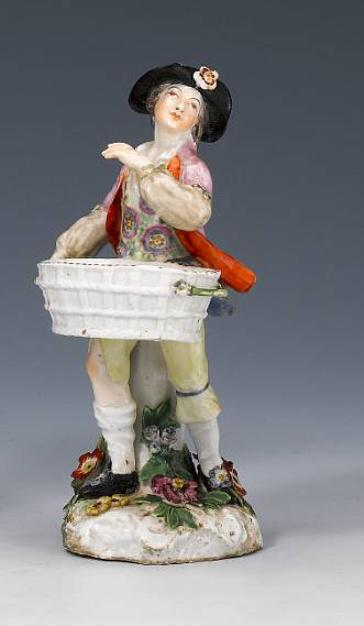
大道商人（1760年頃）

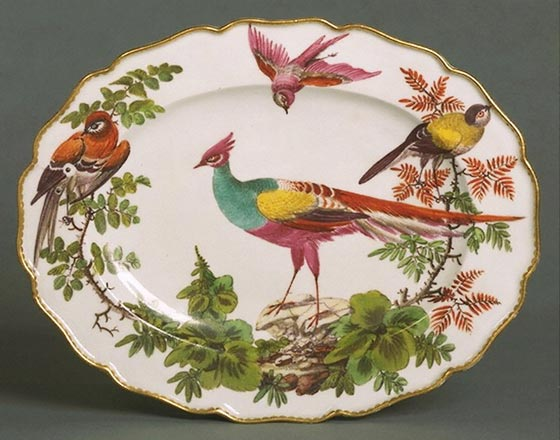
鳥を描いた皿（1765年）
ヴィクトリア&アルバート博物館所蔵

チェルシー磁器工房（チェルシーじきこうぼう、英: Chelsea porcelain manufactory）はロンドンのチェルシーで1743年-1745年頃に創業した磁器工房。ドイツ・フランスから伝わった技術によって18世紀半ばにイングランド各地で磁器工房が開かれ始めたが、その中でもチェルシーは極めて優れた品質によって先駆的役割を果たし、重要な位置を占める。貴族階級向けに作られた最も初期のソフトペースト磁器（2匹のヤギが座った形の水差し）は1745年のものである。工房の支配人は、かつて銀細工だったニコラス・スプリモント（1716年-1771年）だったが、工房の沿革を知るための史料は殆ど残っていない。1750年まで大量に製作された初期の食卓用食器類は、マイセンおよび銀細工をモデルにしたものであり、例として貝殻の形を忠実に模した食卓用塩入れがある。
チェルシーはその（人物像などの）磁器像で知られている。1760年頃からは、マイセンよりもセーヴルの影響が強く見られる。
1769年に工房はダービー磁器工房の所有者であるウィリアム・ドゥーズベリによって買い取られた。そして1784年に閉窯され、土、型、そして多くの職人たちと造形師たちはダービーに移った。この1769年-1784年の期間はチェルシー・ダービー時代と呼ばれ、両工房の製品に違いは見られない。
チェルシー工房の歴史は 4 期に大別でき、各々は製品の底の工房印から名付けられている。

## 三角形の時代 (1743年頃-1749年)
初期にあたるこの時期の製品には三角形が刻まれている。多くは中国の白磁を意識しており、デザインに銀製品の影響が強く見られる。この時期で最も注目すべき製品はザリガニの形をした白い卓上塩入れである。おそらく最も有名な製品は1747年の「ヤギとハチ」というジョッキで、これも銀製品がモデルである。これらの模造品が19世紀にコールポートで作られている。

## 上げた錨の時代 (1749年-1752年)
この時期には、表面を純白かつ僅かにマットにし描画できるよう、土と釉薬が改良された。イタリアの遺跡、港の風景、フランシス・バーロウ版イソップ寓話から採った題材といった古典的な図案から、マイセンの影響が明らかに窺える。1751年にはマイセンの食器セット 2 種の模造品が作られた。チェルシーはまた、マイセンのオリジナルに影響を受けた絵柄、鳥、動物の磁器を製作した。花と風景はヴァンセンヌの模倣である。

## 赤い錨の時代 (1752年-1756年)
柿右衛門様式は1740年代後期から1758年頃まで多く見られ、はじめは日本のオリジナルから、次いでマイセンとシャンティイのスタイルを取り入れた。この時期に製作されたイギリス様式の食卓用食器類には、植物学的にも正確な草花が描かれており、これはフィリップ・ミラーの『園芸事典』第8版（1752年）を写し取ったものである。

## 金の錨の時代 (1756年-1769年)
セーヴルの影響が非常に強く、フランス風が際立っている。この時代においては、器形は複雑になり、地は色彩豊かで、贅沢に金箔を使い、入念にロココ様式が施されている。1750年代と1760年代において、チェルシーは玩具製作でも有名になっており、例えばボンボニエール、香水瓶、携帯用飾り箱、指貫、小型の印章があり、それらの多くにはフランス語が記されていた。1769年、工房は経営が行き詰まり、ロイヤルクラウンダービーのウィリアム・ドゥーズベリによって買い取られ、1784年まで運営された。その間、チェルシーの製品はドゥーズベリのダービーの製品と見分けがつかず、この時期は一般に「チェルシー・ダービー時代」と呼ばれる。